# Ороско, Хонатан
Хонатан Эммануэль Ороско Домингес (исп. Jonathan Emmanuel Orozco Domínguez; 12 мая 1986, Монтеррей, штат Нуэво-Леон, Мексика) — мексиканский футболист, вратарь и капитан клуба «Тихуана», игрок сборной Мексики.

## Клубная карьера

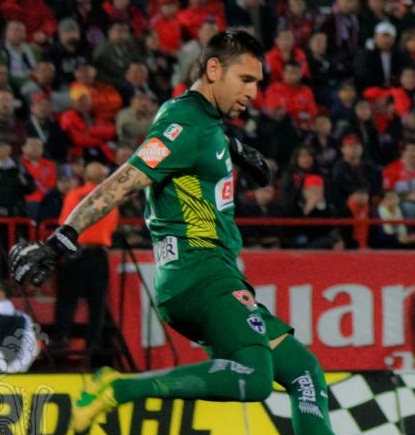
Ороско в составе «Монтеррея»

Ороско начал свою карьеру в клубе «Кобрас Сьюдад-Хуарес» — фарм-клубе «Монтеррея». После игры с главной командой в Апертуре—2005 вратарь был приглашён в «Монтеррей». Дебют Хонотана Ороско за «полосатых» произошёл в Апертуре—2005 13 августа 2005 года в матче против «Атлас». Матч завершился победой «Монтеррея», а Ороско оставил свои ворота в неприкосновенности. Следующий матч в воротах «Монтеррея» Ороско провёл 22 октября 2005 года против «Некаксы» и пропустил свой первый гол в составе «полосатых» на 58-й минуте матча, а матч завершился со счётом 1:1.
В составе «Монтеррея» Ороско выиграл два чемпионата Мексики в 2009 и 2010 годах.

## Международная карьера
Хонотан Ороско впервые был вызван в сборную Мексики 18 февраля 2010 года. 24 февраля в Сан-Франциско Ороско сыграл свой первый матч за «трёхцветных». Со счётом 5:0 была одержана победа над сборной Боливии, где вратарь сумел сохранить свои ворота в неприкосновенности.
В 2011 году Хонотан Ороско был вызван в сборную Мексики на Золотой кубок КОНКАКАФ, заменив отчисленного из сборной Хосе Корону.

### Матчи за сборную
| #   | Дата            | Место              | Противник | Счёт | Результат | Соревнование      |
| --- | --------------- | ------------------ | --------- | ---- | --------- | ----------------- |
| 01. | 24 февраля 2011 | Сан-Франциско, США | Боливия   | 0    | 5:0       | Товарищеский матч |

## Достижения

### Клубные
- Монтеррей:
  - Чемпионат Мексики по футболу (2): Ап. 2009, Ап. 2010
  - Интерлига (1): 2010

### Международные
- Мексика:
  - Золотой кубок КОНКАКАФ (1): 2011